# بادام طاووسی
بادام طاووسی (نام علمی: Amygdalus arabica) که با نام‌های دیگری چون بادام بی برگ و وامچک نیز شناخته می‌شود گونه‌ای از سرده بادام است.